# 曹逵
曹逵（1495年—？），字履中，號沙溪，直隸蘇州府太倉州民籍常熟縣人，明朝政治人物。

## 生平
嘉靖四年（1525年）乙酉科應天府鄉試第二十九名，嘉靖八年（1529年）登己丑科三甲一百名進士，授蕲水县知县，改博士，十二年十二月选授山西道監察御史，十三年五月实授，十四年彈劾尚書汪鋐，被杖責五十，降一级外放隨州判官。遷江西南城縣知縣，升南京工部主事。經三年，遷廣州府知府，調雲南府，擢按察司副使，備兵臨安。

## 家族
曾祖曹良翊；祖父曹旻，曾任義官；父曹振綱。母朱氏。慈侍下。弟迪、远、选。子曹巽學，號养吾，嘉靖十六年丁酉科举人